# Vittorio Pozzo
Vittorio Pozzo (2. březen 1886, Turín, Italské království – 21. prosinec 1968, Turín, Itálie) byl italský fotbalový trenér, fotbalista a novinář, trenér italské reprezentace ve 30. a 40. letech 20. století a jediný trenér, který vyhrál dva ročníky MS po sobě. Kromě těchto již zmíněných vítězství vyhrál OH 1936 a dva Mezinárodní poháry. Celkem pět titulů, což z něj činí nejúspěšnějšího trenéra v historii fotbalu.

## Kariéra
Vittorio se narodil do rodiny biellského původu, přesně z Ponderana, do skromných ekonomických podmínek. Navštěvoval Liceo Cavour v Turíně, později studoval jazyky a hrál fotbal ve Francii, Švýcarsku a Anglii. Byl vášnivý fanoušek Turína.
Jako fotbalista hrál ve švýcarském rezervním týmu Grasshopper(roky 1905-1906). Klub opustil a vydal se do klubu FBC Turín. V něm hrál do roku 1911 a poté se stal jejím trenérem do roku 1922.
Poprvé byl jmenován trenérem národního týmu na OH 1912 kde skončili v předkole prohrou 2:3 s Finskem po prodloužení. Po turnaji rezignoval a vrátil se do občanského života a pracoval ve společnosti Pirelli. Do národního týmu se vrátil do doby tzv. "technické komise", kuriózní komise složená z federálních manažerů, rozhodčích, hráčů, bývalých hráčů, trenérů a novinářů. Během první třetiny vedla národní tým tato různorodá skupina variabilního složení: Vittorio byl ve skutečnosti jedinou osobou, která hrála roli jediného komisaře až do konce 40 let, s krátkými výjimkami Augusta Rangoneho (1925-1928) a Carla Carcana (1928-1929). Také se zúčastnil 1. světové války jako poručík v Alpini. Tato zkušenost ho hluboce poznamenala: čerpal z toho zkušenost morální přísnosti a vzdělání ve skromnosti a sparťanské podstatnosti života v zákopech, kterou neustále aplikoval na lidské vztahy a sportovní profesi.
V roce 1934 byl jedním ze zakládajících členů alpské skupiny Ponderano, v roce 1936 daroval skupině vlajku. Od září 2009 má alpská skupina Ponderano ve svém sídle alpský klobouk, který patřil jemu.
V roce 1921 byl pověřen federací, aby studoval projekt reformy ligy a aby překonal napětí mezi velkými týmy a menšími kluby, protože první z nich věřil, že počet účastníků šampionátu by měl být snížen. Jeho vize selhala a krize vyústila v rozkol mezi federací a ICC.
V roce 1924, byl opět jmenován jediným komisařem národního týmu pro OH 1924. Tentokrát se jim podařilo dostat do čtvrtfinále, kde je porazilo 1:2 Švýcarsko. Opět rezignoval a vrátil se, aby se věnoval své práci a své ženě, která krátce poté zemřela kvůli nemoci. Po smrti své ženy se přestěhoval do Milána.

## Zlatých deset let
V roce 1929 ho tehdejší prezident federace Arpinati požádal, aby znovu vedl národní tým, a potřetí nabídku přijal. A začal zlatý věk národního týmu. Na přelomu desetiletí a inspirován taktickým schématem úspěšného klubu Juventusu, který trénoval Carlo Carcano, jehož hráči do té chvíle vyhráli poslední čtyři tituly v lize. Na MS 1934 a MS 1938 získal zlato, na OH 1936 také zlato a dva Mezinárodní poháry (1927-30 a 1933-35). Jen na Mezinárodním poháru 1931-32 mu uniklo vítězství, které obsadil druhé místo.
Vždy měl u sebe dva talismany pro štěstí: první byla tříska od Mezinárodního poháru. Trofej byla předchůdcem ME a prvně ji vyhrál v roce [1930]. Po předávání trofeje se stalo, že trofej spadla na zem a rozpadl s na mnoho kusů, aniž by bylo možné ji opravit. Druhým talismanem pro štěstí byl lístek do Anglie, dárek od člena rodiny, který nikdy nepoužil.
Od 24. listopadu 1935 do 20. července 1939 měl sérii 30 po sobě jdoucích výherních utkání, které v roce 2021 překonal Roberto Mancini.

## Po kariéře
Pod tlakem federace rezignoval na funkci trenéra 5. srpna 1948. Byl považován za muže minulosti, který již nebyl vhodný pro svou roli: byl totiž ztotožnění se sportovními úspěchy fašistického režimu. V době svého odchodu do důchodu byl trenérem národního týmu 6 927 dní, což je absolutní světový rekord, který je dodnes nepřekonán. S národním týmem nastoupil do 97 utkání s 65 jich vyhrál, 17 remizoval a 15 prohrál. Jeho procento výher se rovná 67,01%, což je rekord mezi italskými trenéry. Jeho posledním, srdcervoucím oficiálním činem bylo v roce 1949 uznání mrtvých hráčů Grande Torino, jeho přátel a studentů, kteří zahynuli 4. května při tragédii Supergy.
V letech 1948 až 1958 se jako poradce technické rady podílel na vytvoření Federálního technického centra Coverciano. Vittorio Pozzo zemřel 21. prosince 1968 ve věku 82 let v Turíně a jeho ostatky odpočívají na hřbitově v Ponderanu, zemi původu jeho rodiny.
V roce 1986 po něm byla pojmenována tehdejší Stadio Comunale di Torino. V roce 2011 mu byla udělena pamětní cena v Síni slávy italského fotbalu.

## Trenérské úspěchy

### Klubové
- 2× na MS (1934 – zlato, 1938 – zlato)
- 4× na OH (1912, 1924, 1936 – zlato, 1948)
- 4× na MP (1927–1930 – zlato, 1931–1932 – stříbro, 1933–1935 – zlato, 1936-1938 – stříbro)